# Theotima elva
Theotima elva is een spinnensoort uit de familie Ochyroceratidae. De soort komt voor in Mexico.